# 氷川神社 (八潮市木曽根)
氷川神社（ひかわじんじゃ）は、埼玉県八潮市の神社。

## 歴史
1565年（永禄8年）に創建された。元々は久伊豆神社との合殿であった。本殿が「二間社」の形式になっているのは、この由来による。
1871年（明治4年）、近代社格制度に基づく「村社」に列せられ、1909年（明治42年）の神社合祀により、周辺の神社が合祀された。その内の木曽根新田の「稲荷社」は、氏子の要望により1954年（昭和29年）に復祀されて、「照富久稲荷神社」となっている。
1986年（昭和61年）、中川の河川改修により、現在地に移転した。本殿は旧所在地から移築、その他の施設は新たに新築された。

## 交通アクセス
- 首都圏新都市鉄道つくばエクスプレス八潮駅より徒歩26分。
- 東武バス（路線バス）八潮駅南口 - 草加駅東口行きまたは上二丁目行き「中川・やしおフラワーパーク入口」下車徒歩3分。
- 東武バス（路線バス）草加駅東口 - 八潮駅南口行きまたは木曽根行き「中川・やしおフラワーパーク入口」下車徒歩3分。
- 首都高速道路6号三郷線 八潮出入口から車で3分